# 科瓦利夫卡 (弗拉季伊夫卡區)
47°38′17″N 30°34′6″E / 47.63806°N 30.56833°E
科瓦利夫卡（烏克蘭語：Ковалівка），是烏克蘭的村落，位於該國南部尼古拉耶夫州，由弗拉季伊夫卡區負責管轄，始建於1928年，面積0.31平方公里，海拔高度53米，2001年人口93，人口密度每平方公里300人。